# Charles Delelienne
Charles Delelienne (? — ?) je bivši belgijski hokejaš na travi.
Osvojio je brončano odličje na hokejaškom turniru na Olimpijskim igrama 1920. u Antwerpenu (Anversu) igrajući za Belgiju. 
Kasnije je bio visokim športskim dužnosnikom. Predsjedavao je Belgijskom hokejaškom federacijom od 1940. do 1945.

## Vanjske poveznice
- Profil na Sports Reference.com  Arhivirana inačica izvorne stranice od 23. kolovoza 2011. (Wayback Machine)
- Presidents Belgian Hockey Federation[neaktivna poveznica]